# Fantastická zvířata: Grindelwaldovy zločiny
Fantastická zvířata: Grindelwaldovy zločiny (v anglickém originále Fantastic Beasts: The Crimes of Grindelwald) je americko-britský fantasy film produkovaný společností Heyday Films a distribuovaný společností Warner Bros. Pictures. Jedná se o pokračování filmu Fantastická zvířata a kde je najít z roku 2016 a je desátým filmem v kouzelnickém světě J. K. Rowlingové, kterou započala filmová série Harry Potter. Režie se ujal David Yates a scénář vytvořila J. K. Rowlingová. Ve filmu se objeví Eddie Redmayne, Katherine Waterston, Dan Fogler, Alison Sudol, Ezra Miller, Johnny Depp, Jude Law, Zoë Kravitz, Callum Turner a Claudia Kim.
Film přišel do kin 16. listopadu 2018 společností Warner Bros. Pictures a uveden byl jak ve 2D, 3D, IMAX tak i v IMAX 3D.

## Děj
Děj pokračuje půl roku po událostech předchozího dílu, tedy roku 1927. Kouzelnický kongres Spojených států amerických převáží uvězněného černokněžníka Gellerta Grindelwalda do Evropy, ale Grindelwald uprchne. O tři měsíce později přichází na Ministerstvo kouzel v Londýně Mlok Scamander s žádostí o zrušení zákazu cestování a setká se zde s Letou Lestrangeovou, spolužačkou z Bradavic a snoubenkou jeho staršího bratra bystrozora Thesea Scamandera. Ministerstvo souhlasí s Mlokovou prosbou pod podmínkou, že se stane bystrozorem a pomůže Theseovi nalézt přeživšího Credence Holkosta v Paříži. To ovšem Mlok odmítá, taková alternativa by pro něj znamenala práci s krutým žoldákem Gunnarem Grimmsonem. Albus Brumbál poté osobně požádá Mloka, aby nalezl Credence, jelikož věří, že chlapec je Letin ztracený nevlastní bratr Corvus Lestrange V., o němž se údajně mluví v proroctví o čistokrevném kouzelníkovi.
Mloka navštíví američtí přátelé Queenie Goldsteinová a Jacob Kowalski, mudla, v jehož případě paměťový lektvar nefungoval. Mlok je viditelně zklamaný, když se dozví, že sestra Queenie, Tina, začala chodit s jistým kouzelníkem, jelikož špatně pochopila novinový článek a věří tomu, že Mlok a Leta se zasnoubili (ve skutečnosti je to Mlokův bratr, kdo se s Letou zasnoubil). Z Jacobova podivného chování vydedukuje, že Queenie jej očarovala, aby obešla americký zákaz jakýchkoliv svazků mezi čaroději a nečary. Mlok sejme očarování a Jacob svatbu s Queenie odmítne, jelikož má obavu z následků, kterým by Queenie musela za něco takového čelit. Ta odejde pryč s úmyslem najít Tinu, která pátrá po Credenceovi v Paříži. Mlok s Jacobem se pomocí nelegálního přenášedla dostanou do Paříže také.
Zde se dostává na scénu Credence, jenž v podobě malého útržku obskura v předchozím filmu přežil a nabyl své původní podoby. Společně s Nagini, mladou ženou, která se jednoho dne kvůli vrozené kletbě nezvratně promění v hada, uprchne z čarovného cirkusu. Ve snaze nalézt Credenceovu biologickou matku vypátrají poloskřítkovou služku Irmu Dugardovou, která chlapce před lety přivezla do Ameriky k adopci. Než však stihne cokoliv prozradit, Grimmson – jak se ukáže, přívrženec Grindelwalda – ji zabije. Tina se mezitím setká s Jusufem Kamou, senegalsko-francouzským čarodějem, který též nahání Credence. Mlok s Jacobem Jusufa pronásledují, čímž se taktéž dostávají k Tině. Všechny je však Jusuf uvězní a vysvětlí, že se zavázal k neporušitelnému slibu, dle nějž musí zabít svého nevlastního bratra – kterým, jak se zdá, je Credence. Queenie je mezitím zoufalá, je sama a nemůže Tinu najít, až se dostává ke Grindelwaldovi. Ten s ní manipuluje prostřednictvím citů k Jacobovi, aby se přidala na jeho stranu. Zároveň je vysvětleno, že Grindelwald také pátrá po Credenceovi, jelikož coby velmi mocný obskuriál představuje jedinou bytost, která je schopna zabít Brumbála.
Mlok a Tina uprchnou a dostanou se na francouzské Ministerstvo kouzel s úmyslem prohlédnout dokumenty potvrzující Credenceův původ, jsou však nalezeni Letou a Theseusem; Tina a Mlok se zase usmíří, když vyjde najevo, že Mlok s Letou není zasnouben. Jejich objev je však dovede do rodinné hrobky Lestrangeů, kde naleznou Jusufa. Vysvětlí, že je synem Mustafy a Laureny, ta však byla jednoho dne unesena Corvusem Lestrangem IV. za pomoci kletby Imperius a zemřela při porodu Lety: vychází tedy najevo, že Leta je Jusufova nevlastní sestra. Corvus IV. si poté nalezl novou ženu, s níž počal syna Corvuse V., o němž se všichni domnívají, že je to Credence. Leta je však vyvede z omylu když přizná, že před lety neúmyslně zapříčinila smrt malého Corvuse. Když pluli do Ameriky, Leta už nevydržela Corvusův neustálý pláč, proto jej vyměnila s dítětem ze sousedního kupé – Credencem. Loď se však potopila a malý Corvus utopil.
Skupina následně vejde do nitra hrobky, kde stojí Grindelwald a zástupy jeho přívrženců: mezi nimi je i Queenie, kterou se Jacob snaží přesvědčit, aby odešla. Grindelwald všem zúčastněným ukáže vizi budoucí světové války a vysvětlí, že za něco takového mohou mudlové, a že je čas, aby kouzelníci a čarodějky konečně převzali vládu. Do hrobky vzápětí vtrhnou bystrozoři a obklopí celé zasedání, Grindelwald proto požádá své následovníky, aby zprávu rozšířili po celé Evropě. Vzápětí vyčaruje kruh modrého ohně, skrz nějž mohou projít jen věrní následovníci. Queenie a Credence bezpečně projdou plameny a přidají se k černokněžníkovi, zatímco Leta se obětuje, aby ostatní mohli prchnout. Grindelwald a jeho přívrženci se přemístí pryč a modrý oheň, který se vymkne kontrole, hrozí zničit celou Paříž. Nicolas Flamel, nesmrtelný čaroděj a alchymista, se přidá k hrdinům a společnými silami plameny zkrotí. Mlok se tímto okamžikem rozhodne přidat k boji proti Grindelwaldovi.
Hrdinové se poté vydají do Bradavic, kde Brumbálovi Mlok ukáže ukradený krevní pakt. Ten zcela nepozorovaně ukradl Grindelwaldovi jeden z Mlokových hrabáků a představuje čarodějnou úmluvu mezi Brumbálem a Grindelwaldem. Kdysi si byli oba čarodějové velmi blízcí a zavázali se k paktu, který jim znemožňuje proti sobě bojovat. Brumbál věří, že bude schopen jej zničit. Mezitím na hradě Nurmengard v rakouských Alpách předá Grindelwald nejistému Credenceovi hůlku a objasní mu jeho původ: jeho pravé jméno je Aurelius Brumbál.

## Obsazení
| Eddie Redmayne           | Mlok Scamander        |
| Katherine Waterston      | Tina Goldsteinová     |
| Dan Fogler               | Jacob Kowalski        |
| Alison Sudol             | Queenie Goldsteinová  |
| Ezra Miller              | Credence Holkost      |
| Johnny Depp              | Gellert Grindelwald   |
| Jude Law                 | Albus Brumbál         |
| Zoë Kravitz              | Leta Lestrangeová     |
| Callum Turner            | Theseus Scamander     |
| Claudia Kim              | Nagini                |
| Brontis Jodorowsky       | Nicolas Flamel        |
| Carmen Ejogo             | Seraphina Picqueryová |
| Derek Riddell            | Torquil Travers       |
| William Nadylam          | Jusuf Kama            |
| Victoria Yeates          | Bunty                 |
| Kevin Guthrie            | Abernathy             |
| Ólafur Darri Ólafsson    | Skender               |
| Ingvar Eggert Sigurðsson | Gunnar Grimmson       |
| David Sakurai            | Krall                 |

## Produkce

### Natáčení
Hlavní natáčení začalo 3. července 2017 v Leavesdenských filmových ateliérech. Jude Law dokončil své scény jako Brumbál v září 2017. Hlavní natáčení skončilo 20. prosince 2017.

### Hudba
V listopadu 2016 bylo oznámeno, že na hudbě bude opět pracovat James Newton Howard.

## Vydání
Film Fantastická zvířata: Grindelwaldovy zločiny byl vydán 16. listopadu 2018 společností Warner Bros. Pictures. Do kin byl uveden ve 2D, 3D, IMAX a IMAX 3D.

## Pokračování
V říjnu 2014 oznámilo studio novou trilogii spisovatelky J. K. Rowlingové s názvem Fantastická zvířata. V červenci roku 2016 byl Davidem Yatesem potvrzen scénář druhého filmu s tím, že už má pár nápadů na třetí. Vydání třetího filmu bylo stanoveno na 20. listopad 2020. Datum bylo ale přesunuto na 15. července 2020. V říjnu 2016 Rowlingová potvrdila, že série bude nakonec obsahovat celkem pět filmů.